# María Grever

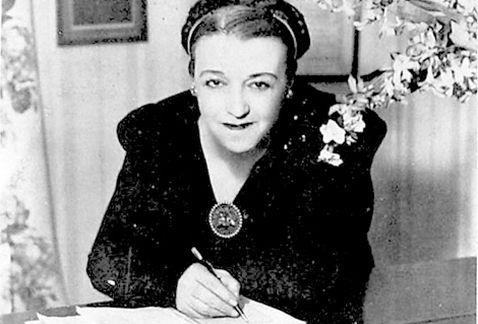
María Grever, ca. 1920

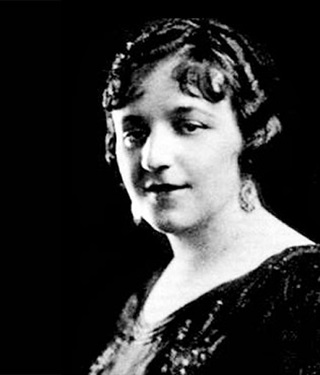
María Grever

María Grever, geborene María Joaquina de la Portilla Torres (* 14. September 1885 in León, Guanajuato; † 15. Dezember 1951 in  New York City) war eine mexikanische Komponistin. Sie war die erste Frau aus Mexiko, die als Komponistin internationale Bekanntheit erlangte. Am bekanntesten ist ihr Song Cuando vuelva a tu lado, der in der englischen Version (What a Diff’rence a Day Makes) Dinah Washington zum Durchbruch verhalf und der viele Male gecovert wurde.

## Leben
Grever wurde als Tochter eines spanischen Vaters (Francisco de la Portilla) und einer mexikanischen Mutter (Julia Torres) geboren. In den ersten sechs Jahren ihres Lebens lebte sie in Mexiko-Stadt, bevor sie 1891 in die Geburtsstadt ihres Vaters, Sevilla, zog. Sie studierte Musik in Frankreich, wo Claude Debussy zu ihren Lehrern gehörte. Im Jahr 1900 zog sie zurück nach Mexiko und setzte ihre musikalischen Studien in der Solfège-Schule ihrer Tante fort. 1907 heiratete sie Leo A. Grever, einen US-amerikanischen Ölmanager, nahm 1916 die amerikanische Staatsbürgerschaft an und zog nach New York City, wo sie den Rest ihres Lebens verbrachte.
Grever schrieb mehr als 1000 Lieder, die meisten davon Boleros, mit denen sie ein Publikum in Lateinamerika, Europa und den Vereinigten Staaten erreichte. Man sagte ihr nach, dass sie ein absolutes Gehör besaß und die meisten ihrer Lieder in einer einzigen Tonart schrieb. Ihr erstes Musikstück, ein Weihnachtslied, komponierte sie, als sie vier Jahre alt war. Im Alter von 18 Jahren schrieb sie ihr erstes Lied A Una Ola, das sich drei Millionen Mal verkaufte.
1920 begann sie als Filmkomponistin für die Studios Paramount Pictures und 20th Century Fox zu arbeiten. Als sie 1935 der ASCAP beitrat, gehörten Stanley Adams und Irving Caesar zu ihren wichtigsten musikalischen Mitarbeitern.
Zu ihren Kompositionen äußerte sie: „Ich musste mein Land verlassen, und jetzt in New York interessiere ich mich für Jazz und moderne Rhythmen, aber vor allem für mexikanische Musik, die ich dem amerikanischen Volk gerne vorstellen möchte. Ich fürchte, es weiß nicht viel darüber. Aber es ist eine Musik, die es wert ist, verbreitet zu werden. Die mexikanische Musik, in der Melodie und Rhythmus verschmelzen, hat einen großen kulturellen Reichtum (ihre hispanischen und indigenen Ursprünge und wie sie sich vermischen). Es ist mein Wunsch und mein Bestreben, die einheimischen Rhythmen und Melodien Mexikos einerseits ursprünglich zu präsentieren, andrerseits aber mit soviel Flexibilität, dass ein universelles Publikum angesprochen wird.“
Grevers erster internationaler Hit war Júrame (englisch Promise, Me), ein Habanera-Bolero, interpretiert von dem Tenor José Mojica.  Es folgten weitere Hits wie Volveré (I Will Return), Te quiero dijiste (I love you, you said), das für den Esther-Williams-Film Bathing Beauty von 1944 geschrieben wurde, sowie Cuando vuelva a tu lado (When I Return To Your Side in der Aufnahme von Néstor Mesta Chayres) und Por si no te vuelvo a ver (In case I don't see you again).
Weitere bekannte Lieder von ihr sind Tipitipitin (aufgenommen als Ti-Pi-Tin von den Andrews Sisters), Para Que Recordar, Ya No Me Quieres, Tu, Tu y Tu (aufgenommen von dem Tenor Juan Arvizu im Jahr 1928), Que Dirias de Mi, Eso Es Mentíra, Mi Secreto, Dame Tu Amor, Una Rosa, Un Beso, Despedida, Asi, Chamaca Mía, Todo Mi Ser, oder Alma Mia.
Grever starb 1951 in New York nach längerer Krankheit. Auf ihren Wunsch hin wurden ihre sterblichen Überreste nach Mexiko-Stadt überführt.

## Nachleben
Ihre Lieder wurden international von einer Vielzahl von Künstlern gecovert:
1953 verkörperte die argentinische Sängerin und Schauspielerin Libertad Lamarque Grever in Cuando me vaya („Wenn ich gehe“), einer Filmbiografie unter der Regie von Tito Davison. Drei Jahre später veröffentlichte Lamarque eine Hommage an Grevers beliebteste Lieder mit dem Titel Libertad Lamarque canta canciones de Maria Grever.
1959 nahm Dinah Washington Cuando vuelva a tu lado unter dem Titel What a Diff’rence a Day Makes mit englischem Text auf. Die Aufnahme gewann 1960 einen Grammy Award und wurde 1998 in die Grammy Hall of Fame aufgenommen.
1964 nahm der Operntenor Alfredo Kraus Júrame in sein Album Siboney auf. Im Jahr 2018 sang die Opernsopranistin Ailyn Perez das Lied live für WFMT in Chicago.
Am 11. Februar 2021 widmete Google ihr einen Google Doodle.